# Missy Franklin
Melissa Jeanette Franklin, detta Missy (Pasadena, 10 maggio 1995), è un'ex nuotatrice statunitense.
Nel proprio palmarès vanta quindici medaglie (undici ori, un argento, tre bronzi) ai campionati mondiali di nuoto e cinque medaglie (quattro ori, un bronzo) ai giochi olimpici. Al termine dell'Olimpiade di Londra 2012, con cinque medaglie conquistate, è risultata la donna più medagliata dei giochi. Il 4 agosto 2013, vincendo la finale dei 4x100 misti, è divenuta la prima donna a vincere 6 medaglie in una sola edizione dei mondiali di nuoto, ed è la seconda nuotatrice con il maggior numero di medaglie d'oro (11) conquistate nella storia dei campionati, dietro a Katie Ledecky.
Ha detenuto il record olimpico dei 200 metri dorso, disciplina nella quale è specializzata. Ha fatto parte delle squadre che hanno stabilito il record del mondo nella staffetta 4×100 misti sia in vasca lunga che in vasca corta, battuto negli anni da altre nuotatrici del team statunitense. 

## Biografia
Missy Franklin è figlia di Richard e D.A. Franklin, entrambi di origine canadese, e perciò possiede la doppia cittadinanza statunitense e canadese. Frequenta la Regis Jesuit High School di Aurora, Colorado. Il padre lavora per la Rocky Mountain Cleantech Open, che appoggia gli imprenditori interessati all'energia sostenibile; la madre è un medico di famiglia. D.A. consigliò alla figlia di rappresentare il Canada nelle competizioni per avere meno pressione alle spalle, ma, per ragioni patriottiche nei confronti degli Stati Uniti, Missy rifiutò.
Allenata da Todd Schmitz dall'età di 7 anni, tra le nuotatrici, la Franklin si ispira alla connazionale Natalie Coughlin. Crede in Dio, a cui, secondo lei, deve il proprio fisico adatto alla disciplina; il padre reputa il suo 46 di piede una sorta di «pinna incorporata». Nel marzo 2013 è comparsa in un episodio di Pretty Little Liars, impersonando se stessa.
È sposata dal 2019 e ha una figlia nata nel 2021. 

## Carriera

### 2008-2010: prime esperienze nazionali
Nel 2008 la Franklin, appena tredicenne, partecipò alle Selezioni nazionali per la partecipazione ai Giochi della XXIX Olimpiade, ma il suo miglior risultato fu un 37º posto nei 100 stile libero, che la estromise della competizione. I Campionati nazionali di due anni dopo, invece, la videro protagonista; su sei gare in cui era impegnata, conseguì due secondi posti nei 100 e nei 200 dorso, sufficienti per la qualificazione ai Giochi PanPacifici 2010.

### Giochi PanPacifici di Irvine 2010
Ad Irvine, California, la Franklin si classificò quarta nei 100 metri dorso e, nella stessa specialità, non raggiunse la finale né dei 50 né dei 200.

### Campionati mondiali in vasca corta di Dubai 2010
La prima medaglia della carriera è l'argento conquistato nella gara dei 200 m dorso ai Mondiali in vasca corta 2010 di Dubai, circostanza nella quale venne sopravanzata solo dalla francese Alexianne Castel. Grazie al contributo offerto al quartetto statunitense nelle batterie della staffetta 4×100 stile libero, poi giunto secondo in finale, la Franklin poté festeggiare una nuova medaglia. Le prestazioni in tutto il 2010 le valsero il titolo di «rivelazione dell'anno» (in inglese Breakout Performer of the Year) alla settima edizione dei Golden Goggle Awards.

### Campionati mondiali di Shanghai 2011
Assieme a Natalie Coughlin, Jessica Hardy, e Dana Vollmer esordì nella competizione con la 4×100 stile libero; il suo passaggio a 52"99 risultò il secondo più veloce in assoluto tra le nuotatrici in gara, e concorse al raggiungimento della medaglia d'argento alle spalle della formazione olandese. Il bronzo nei 50 dorso dominati dalla russa Anastasija Zueva precedette temporalmente il primo oro nella carriera professionistica della Franklin; ancora in staffetta, 4×200 metri stile libero, in compagnia di Dagny Knutson, Katie Hoff, e Allison Schmitt. A sorprendere fu il tempo fatto registrare dalla nuotatrice di Pasadena nella propria frazione, 1'55"06, migliore di oltre mezzo secondo rispetto al 1'55"58 della campionessa del mondo Federica Pellegrini. Dopo aver infranto il record nazionale nella semifinale dei 200 dorso, si ripeté all'ultimo atto, migliorandosi di "80 (2'05"10) e siglando il terzo miglior tempo della storia sulla distanza. La 4×100 misti chiuse i suoi Mondiali: il quartetto Franklin (dorso), Coughlin (stile libero), Soni (rana), Vollmer (delfino), con un crono finale notevole, rifilò più di tre secondi alla staffetta cinese, argento.
A tre giorni dal termine del Mondiale si recò a Palo Alto per partecipare ai Campionati statunitensi in quattro specialità, oltreché nelle staffette 4×100 e 4×200 miste. Qui conseguì per la prima volta in carriera dei titoli nazionali, nei 100 dorso e stile libero. La sua prima stagione ad alto livello si concluse tra ottobre e dicembre in vasca corta, con la partecipazione alla Coppa del Mondo e al Duel in the Pool, facendo segnare rispettivamente il record mondiale nei 200 dorso (il primo a cadere tra le donne dopo il divieto del gennaio 2010 di indossare i costumi in poliuretano) e quello nella 4×100 misti; in quest'ultima circostanza, la Franklin concluse in 51"32 e la staffetta già campione del mondo abbassò il primato da 3'47"97 a 3'45"56.
Durante la cerimonia dei premi annuali assegnati dalla Federazione statunitense questa volta si aggiudicò tre riconoscimenti: «nuotatrice dell'anno» (Female Athlete of the Year), «prestazione femminile dell'anno» (Female Race of the Year) per i 200 dorso nuotati a Shanghai e «staffetta dell'anno» (Relay Performance of the Year) per la 4×100 misti sempre nella manifestazione mondiale.

### Giochi Olimpici di Londra 2012

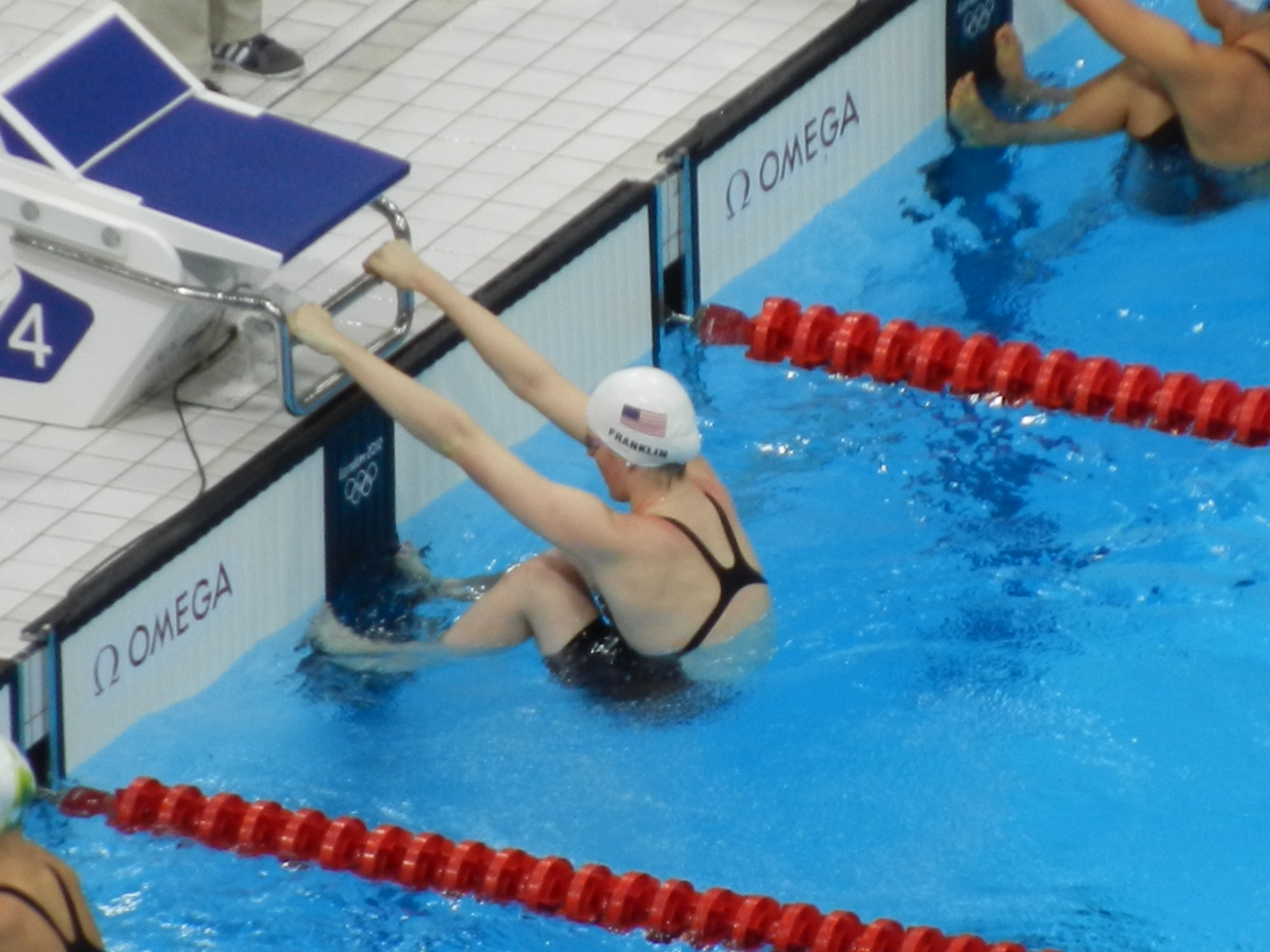
Missy Franklin durante le batterie dei 200 m dorso, a Londra 2012

#### Preparazione
Ai Trials statunitensi la Franklin centrò la qualificazione alle Olimpiadi di Londra in quattro gare individuali. Vinse rispettivamente la prima e l'ultima finale in cui era impegnata: i 100 dorso, nuotati in un '58"85 inferiore al precedente primato statunitense della Coughlin, e i 200 dorso. Giunse invece seconda sia nei 200 stile libero, distanziata di circa due secondi da Allison Schmitt, sia nei 100 stile libero, dove con il tempo di '54"15 finì seconda dietro a Jessica Hardy; quest'ultimo risultato, peraltro, arrivò neanche mezz'ora dopo la semifinale dei 200 dorso vinta dalla Franklin.
In corsa per sette medaglie complessive alla vigilia dei Giochi olimpici, la Franklin era accreditata delle più alte aspettative per il nuoto statunitense, tanto che la stampa paragonò i suoi possibili risultati a quelli di atleti plurimedagliati come Natalie Coughlin o Michael Phelps. Tra i connazionali, espressero la loro fiducia nella nuotatrice diciassettenne Teri McKeever, allenatrice del team statunitense femminile, e la stessa Coughlin.

#### Gare
I Giochi della XXX Olimpiade sono la sua consacrazione: vince quattro medaglie d'oro. Il primo arriva nella gara dei 100 m dorso, poi nei 200 m della stessa specialità, facendo registrare il record del mondo. Poco dopo arrivano anche gli ori conquistati nella staffetta 4x200 stile libero, 4x100 misti e il bronzo nella 4x100 stile libero. Alla fine della manifestazione risulterà la donna più medagliata di questa edizione dei Giochi Olimpici.

### Campionati mondiali di Barcellona 2013
Al mondiale 2013 la Franklin risulta l'atleta più medagliata, con ben 6 medaglie d'oro conquistate, di cui 3 individuali e altrettante vinte in staffetta. La prima medaglia arriva subito. Nel giorno di apertura, il 28 luglio conquista la staffetta 4x100, affiancata da Natalie Coughlin, Shannon Vreeland e Megan Romano. Il 30 luglio arriva la seconda medaglia, questa volta nei 100 m dorso. Dopo aver vinto con scioltezza batterie e semifinali accede all'atto conclusivo, la finale. Conclude la gara davanti a tutte le altre partecipanti grazie ad un tempo di 58"42. Il 31 luglio seguente rinuncia alla semifinale dei 50 m dorso, per poter arrivare fresca e riposata alla finale dei 200 m stile libero, in programma nelle ore successive. Nella finale dei 200 stile libero si trova a contendere i titolo alla campionessa mondiale e italiana su questa distanza, Federica Pellegrini. Grazie a una prestazione da 1'54"81, la Franklin vince il suo terzo oro, stabilendo anche il proprio primato personale. Il giorno seguente, 1º agosto, nella staffetta 4x200 m stile libero, assieme alle compagne Katie Ledecky, Shannon Vreeland e Karlee Bispo, vince la 4º medaglia d'oro grazie ad un tempo di 7'45"14, davanti alla compagine australiana. Il 3 agosto arriva anche il quinto oro, l'ultimo individuale, nei 200 m dorso. La Franklin nuota un tempo di 2'04"76 centrando, oltre alla medaglia del metallo più ambito, anche il record dei campionati. Il 4 agosto, l'ultimo giorno di gare, arriva la sesta e ultima medaglia d'oro nella staffetta 4x200 m misti. Così stabilisce il nuovo record di medaglie vinte da un'atleta donna in una singola edizione dei campionati del mondo.

### Campionati mondiali di Kazan' 2015
Non in ottimali condizioni fisiche dovute al persistere di un infortunio alla schiena rimediato ai Giochi PanPacifici, nel 2015 partecipa ai Mondiali di Kazan'. Prende parte ai 100m, 200m dorso, 100m, 200m stile libero e le 4 staffette, incluse le due nuove staffette miste uomini-donne.
Vince il bronzo nella staffetta 4x100 stile libero, un altro bronzo nei 200 stile libero, gara in cui era campionessa mondiale e olimpica in carica. Per quanto riguarda la finale dei 100m dorso non riesce a bissare il titolo conquistato nella precedente edizione, fermandosi al quinto posto. Conquista il suo primo oro nella competizione nella staffetta 4x200 stile libero, prima di quello vinto nella 4x100 stile libero mista. A suggellare la manifestazione arriva la medaglia d'argento nella 200m dorso, altra gara dove era, però, campionessa in carica.

### Giochi Olimpici di Rio de Janeiro 2016
Ai Giochi di Rio decide di partecipare a sole tre gare, alle quali si qualifica senza troppi problemi durante i trials statunitensi.
La prima di queste sono i 200m stile libero dove conclude la semifinale al 13º posto (1'57"56) rimanendo, contro ogni pronostico, esclusa dalla finale. Anche la gara dei 200m dorso non va molto meglio: la Franklin riesce ad entrare in finale da campionessa in carica, ma conclude la stessa solo al settimo posto. L'unica medaglia conquistata in questa edizione rimane l'oro nella 4x200m stile libero, dove lei, però, compete solo in batteria.
Le Olimpiadi di Rio si riveleranno poi l'ultima competizione ufficiale a cui ha preso parte in carriera.

### Ritiro
Il 19 dicembre 2018, a soli 23 anni d'età, annuncia il ritiro dall'attività agonistica per costanti e continui dolori alla spalla.

## Palmarès
- Olimpiadi

Londra 2012: oro nei 100m dorso, nei 200m dorso, nella 4x200m sl e nella 4x100m misti e bronzo nella 4x100m sl.
Rio de Janeiro 2016: oro nella 4x200m sl.
- Mondiali

Shanghai 2011: oro nei 200m dorso, nella 4x200m sl e nella 4x100m misti, argento nella 4x100m sl e bronzo nei 50m dorso.
Barcellona 2013: oro nei 100m dorso, nei 200m dorso, nei 200m sl, nella 4x100m sl, nella 4x200m sl e nella 4x100m misti.
Kazan 2015: oro nella 4x200m sl e nella 4x100m sl mista, argento nei 200m dorso, bronzo nei 200m sl e nella 4x100m sl.
- Mondiali in vasca corta

Dubai 2010: argento nei 200m dorso e nella 4x100m misti.
- Giochi PanPacifici

Gold Coast 2014: oro nella 4x200m sl, argento nella 4x100m sl e nella 4x100m misti e bronzo nei 100m dorso.

## Riconoscimenti
- Atleta dell'anno FINA: 2011, 2012
- World Swimmer of the Year: 2012
- American Swimmer of the Year: 2012